# Giuseppe Pallavicini Caffarelli
Giuseppe Pallavicini Caffarelli (Sessame, 21 giugno 1943) è un traduttore e scrittore italiano.

## Biografia
Di antico casato genovese, è nato alla villa Caffarelli di Sessame, piccolo comune in Provincia di Asti, ha studiato a Genova e, una volta ottenuta la laurea, è divenuto insegnante di lingua francese e lingua inglese. Ha insegnato francese o inglese per parecchi anni in un Istituto Commerciale di Milano. Ha insegnato anche "Lingua italiana" all'Università di Minneapolis in Minnesota. Negli Stati Uniti incontrò il poeta Lawrence Ferlinghetti che,dopo aver letto uno dei suoi poemi tradotto dallo stesso Pallavicini Caffarelli, gli suggerì di tradurre la sua raccolta di poemi ENDLESS LIFE, ma in Italia non troverà un editore disponibile a tale pubblicazione. Nel 1984 ha partecipato ad una gara nazionale di poesia in lingua inglese indetta dall'American Poetry Association di Santa Cruz (California) dalla quale ha ricevuto un attestato di valore (Certificato di Merito). Traduttore per Mondadori ed Einaudi, nel 1985 debuttò con la traduzione di Papà Goriot di Balzac, che gli valse la nomina tra i candidati alla vittoria del Premio Monselice 1986. Di Flaubert ha invece tradotto due delle opere principali, L'educazione sentimentale e Bouvard e Pécuchet, di Zola più tardi Thérèse Raquin.
Nel gennaio del 2004 ha esordito nella narrativa con L'ussaro di Genova, romanzo ispirato alle vicissitudini storiche del XIX secolo e alla figura del suo avo materno Gabriele Prato, sottotenente degli Ussari Francesi nel 14º reggimento durante la campagna napoleonica del 1813 in Germania. Fra i cimeli del suo avo egli conserva la medaglia di Sant'Elena, documento simbolico che ha innescato la scrittura appassionata di quest'opera. In questi ultimi vent'anni ha scritto altri romanzi non ancora pubblicati.

## Opere

### Narrativa
- L'ussaro di Genova, Genova, Fratelli Frilli Editori, 2004

### Traduzioni
- Honoré de Balzac, Papà Goriot, Milano, Mondadori, 1985, ISBN 88-04-26537-X.
- Dennis McNally, Angelo desolato, Milano, Rizzoli, 1986, ISBN 88-17-85534-0.
- Maurice Leblanc, Arsenio Lupin, ladro gentiluomo, Milano, Mondadori, 1987, ISBN 88-04-30614-9.
- William H. Prescott, Storia della conquista del Messico, Milano, Mondadori, 1989, ISBN 88-04-32608-5.
- Carolly Erickson, Anna Bolena, Milano, Mondadori, 1990, ISBN 88-04-33726-5.
- Gustave Flaubert, Bouvard e Pécuchet, Milano, Mondadori, 1993, ISBN 88-04-37387-3.
- Gustave Flaubert, L'educazione sentimentale, Milano, Mondadori, 1993, ISBN 88-04-49281-3.
- Émile Zola, Thérèse Raquin, Torino, Einaudi, 2001, ISBN 88-06-15928-3.
- Noah Gordon, La clinica, Milano, Rizzoli, 2001, ISBN 88-17-86863-9.
- Maurice Leblanc, Le confidenze di Arsène Lupin, Torino, Einaudi, 2006, ISBN 88-06-18189-0.
- Maurice Leblanc, La signorina dagli occhi verdi, Torino, Einaudi, 2007, ISBN 978-88-06-18190-1.